# Arthur ApSimon
Arthur Massey ApSimon (* 19. Oktober 1927 in Wallasey, England; † 21. April 2019) war ein britischer Archäologe. Zu seinen Spezialgebieten zählten Ausgrabungen an prähistorischen Fundstätten in Cornwall und Nordirland. In Fachkreisen bekannt wurde er 1954 aufgrund seiner Studien über die bronzezeitliche Wessex Kultur und die aus Gräbern dieser Epoche stammenden Dolche. Von 1967 bis 1993 lehrte er an der University of Southampton.

## Leben
Arthur ApSimon war der Sohn des Hausarztes Thomas Trevor ApSimon und dessen Ehefrau Nancy Isabella, die Chemie an der University of Liverpool studiert hatte. Ab dem Alter von fünf Jahren wurde er zunächst von dem Vater seiner Mutter, Jonah, zuhause unterrichtet, besuchte schließlich bis 1938 die Wallasey Grammar School und zog dann mit seinen Eltern um nach Bradford-on-Avon, wo er bis 1945 die Fitzmaurice Grammar School besuchte. Auf Wunsch seines Vaters studierte er danach Medizin an der Medical School in Bristol.
Bereits Mitte der 1930er-Jahre hatten Arthur und sein Großvater Jonah den Archäologen Stuart Piggott bei den Steinkreisen von Avebury und den Archäologen Mortimer Wheeler beim eisenzeitlichen Maiden Castle besucht. Das weckte sein Interesse an der Erforschung der Urgeschichte und an der Höhlenforschung (Speläologie), was bald auch sein Interesse am Medizinstudium überlagerte. Er beteiligte sich am Wiederaufbau des naturkundlichen Museums der University of Bristol Spelaeological Society, das bei Angriffen der deutschen Luftwaffe auf Bristol („Bristol Blitz“) zerstört worden war, und war in Somerset an der Erforschung des Henge von Gorsey Bigbury sowie der Höhle Rhino Rift beteiligt. Schließlich gab er sein Studium ohne Abschluss auf, wechselte an das von Mortimer Wheeler in London gegründete Institute of Archaeology (heute UCL Institute of Archaeology) und studierte Archäologie bei V. Gordon Childe, ohne aber je einen akademischen Abschluss zu erwerben. Unterbrochen vom Wehrdienst in der Royal Air Force (1952 bis 1954) war er in London bis 1957 Cildes wissenschaftlicher Assistent.
1957 wurde er zunächst Assistent bei Martyn Jope und schließlich Lecturer an der Queen’s University Belfast. An Ausgrabungen war er sowohl in Nordirland als auch in Somerset (Brean Down) beteiligt, zwischen 1965 und 1970 leitete er beispielsweise die Ausgrabungen am Wohnplatz bei Ballynagilly. 1967 folgte ein erneuter Ortswechsel, und zwar an die University of Southampton, wo er bis zu seiner Pensionierung im Jahr 1993 als Senior Lecturer (Professor ohne Lehrstuhl) tätig war. In dieser Zeit sichtete und sicherte er das Archiv der jahrelang ehrenamtlich tätigen Archäologin Dorothy Dudley (1885–1975).
Seit Juli 1962 war Arthur ApSimon mit Pat Tangye verheiratet, die 2015 starb. Das Paar hatte vier Kinder. Von 1947 bis zu seinem Tod war er Mitglied der University of Bristol Spelaeological Society und jahrelang deren Vizepräsident sowie von 1996 bis 2010 deren Präsident.

## Schriften (Auswahl)
- 1919–1969: Fifty Years of Archaeological Research. The Spelaeological Society's Contribution to Archaeology. In: Proceedings of the University of Bristol Spelaeological Society. Band 12, Nr. 1, 1969, S. 31–56.
- The Roman temple on Brean Down, Somerset. An Interim Report on the 1957 Excavations. In: Proceedings of the University of Bristol Spelaeological Society. Band. 8, Nr. 2, 1958, S. 106–109. Volltext.
- The Roman Temple on Brean Down, Somerset. In: Proceedings of the University of Bristol Spelaeological Society. Band 10, Nr. 3, 1965, S. 195–258. Volltext.
- The last neanderthal in France? In: Nature. Band 287, 1989, S. 271–272, doi:10.1038/287271a0.

## Belege
1. ↑  Arthur M. ApSimon: Dagger Graves in the „Wessex“ Bronze Age. In: Annual Report of the Institute of Archaeology (University London). Band 10, 1954, S. 37–61.
2. ↑  Orbituary Arthur Massey ApSimon. In: Proceedings of the University of Bristol Spelæological Society. Band 28, Nr. 1, 2019, S. 7–8.
3. ↑  D. T. Donovan, R. D. Stride und A. M. ApSimon: Rhino Rift Log: A record of the excavations from 9 Nov 1947 to 13 June 1948. Erwähnt in: Transactions of the Cave Research Group of Great Britain. Band 14, 1972, S. 191.
4. ↑  Dorothy Dudley – Historian, Teacher, Archaeologist. An Appreciation. (Memento vom 15. März 2022 im Internet Archive) In: Cornish Archaeology. Nr. 14, 1975, S. 2 ff.

| Personendaten    | Personendaten          |
| ---------------- | ---------------------- |
| NAME             | ApSimon, Arthur        |
| ALTERNATIVNAMEN  | ApSimon, Arthur Massey |
| KURZBESCHREIBUNG | britischer Archäologe  |
| GEBURTSDATUM     | 19. Oktober 1927       |
| GEBURTSORT       | Wallasey, England      |
| STERBEDATUM      | 21. April 2019         |